# Koenigsegg
A Koenigsegg svéd hipersportautó-gyártó vállalat, manufaktúra. Ismertek rendkívül gyors, ritka és drága autóikról. A Volvo és a Saab után a legismertebb svéd autógyártó. Székhelye Ängelholmban található.
Alapítója a svéd üzletember és autómániás Christian von Koenigsegg, akit az autós berkekben csak The Man-ként („Az ember”) ismernek.
Alapításának dátuma 1994, az első autó 2002-ben készült el, sok évi tesztelés és fejlesztés után.

## Modellek
- Koenigsegg CC (1996) 1 prototípus[1]
- Koenigsegg CC8S (2002–2004) 6 darab (2 jobbkormányos)
- Koenigsegg CCGT (2006-7) 1 darab, amelyet kizárólag az FIA GT1-ben való versenyzés céljából hoztak létre
- Koenigsegg CCR (2004–2006) 15 darab
- Koenigsegg CCX (2006–2010) (összesen ~45 darab készült, beleértve a CCXR változatokat is.)
- Koenigsegg CCXR (2007–10) ~13 darab
- Koenigsegg CCX és CCXR Edition (2008) Összesen 6 darab
- Koenigsegg CCXR Special Edition (2009) 2 darab
- Koenigsegg CCXR Trevita (2009–10) 2 darab (3 tervezett eredetileg, csak túl drágának bizonyult a gyártása)
- Koenigsegg Quant (2009) Szoláris koncepció, a Gemera alapjaiul fog szolgálni későbbi időkben.[2]
- Koenigsegg Agera (2010–2013) 7 darab
- Koenigsegg Agera R (2011–2014) 18 darab
- Koenigsegg Agera S (2012–2014) 5 darab
- Koenigsegg One:1 (2014) 6 darab és 1 prototípus
- Koenigsegg Agera XS
- Koenigsegg Agera RS (2015–napjainkig) 25 darab tervezett, 3 Agera RSR a japán piacra vonatkozóan beleértve
- Koenigsegg Regera (2015–napjainkig) 80 darab tervezett– 0–100 km/h (0–62 mph)  2.5 sec. Top speed 390 km/h (245 mph)
- Koenigsegg Agera Final (2016–2017) 3 darab
- Koenigsegg Jesko (2022-napjainkig)
- Koenigsegg Jesko Absolut ((2022-napjainkig)
- Koenigsegg Gemera (2022-napjainkig)

A One:1 pl. történelmi autó volt, 1340 kg és 1340 lóerő, de minden autó egyedi a maga nemében.[pontosabban?] Rendkívül kevés gyártott modell van, még mindig messze vannak a 200-tól is a teljes márkát tekintve, ezzel az egyik legexkluzívabb gyártó. Főként tehetős sejkek, vállalkozók, illetve néhány ismert ember vesz Koenigsegget. Rengeteg az egyedi modell, az egyik legismertebb a CCXR "Special One", aminek tulajdonosa Ana al-Thani volt, katari uralkodó sarja. Legújabb modell: Regera.
Magyarországon is van egy Koenigsegg, egy egyedi CCXS, fehér színben, KN SZAMI rendszámmal. Ezt pl. Kovács Nikolett motorversenyző is tesztelte. Tulajdonosa vállalkozó.